# 二重平方数
算術における四乗数（しじょうすう、よんじょうすう、英: biquadratic number; 複平方数）あるいは二重平方数とは、通常、自然数の四乗（fourth power）すなわち「平方の平方」 (biquadratic) 
n4 = n3 × n = n × n3 = n2 × n2 = n × n × n × n
になっているような数 (forth power of n) を言う。図形数として、八胞体状に積み上げた点の数として表されるため、八胞体数（はちほうたいすう、英: tesseractic number）ともいえる。これは平方数を「四角数」、三乗数を「立方体数」（六面体数）と呼ぶことの延長である。
最小の四乗数は 14 = 1 であり、四乗数は無数にある。小さい数から順に列記すると
1, 16, 81, 256, 625, 1296, 2401, 4096, 6561, 10000, 14641, 20736, … （オンライン整数列大辞典の数列 A000583）
である。
広義では有理数あるいはより一般の環での「数」の四乗を考える場合もあり、その際は四乗元と呼ぶ方が誤解が少ない。

## 性質
四乗数 n4 は (n2)2 と変形されるため全て平方数である。
一般に p を素数とすると p4 は 1, p, p2, p3, p4 の5つの約数を持つ。例えば 24 の約数は 1(=20), 2(=21), 4(=22), 8(=23), 16(=24) の5つである。逆に、約数をちょうど5つ持つ自然数は素数の四乗である。
日本語で用いられる一万、一億、一兆などの数詞が指す数は 104n = (10n)4 より全て四乗数である。
四乗数の下2桁は、十進法では 00, 01, 16, 21, 25, 36, 41, 56, 61, 76, 81, 96 の12通りの内いずれかである。一般の記数法については後述する。
n番目までの四乗数の総和は Sn ={\displaystyle \sum _{k=1}^{n}k^{4}={\frac {1}{30}}n(n+1)(2n+1)(3n^{2}+3n-1)} である。
四乗数の逆数の総和は
{\displaystyle \sum _{n=1}^{\infty }{\frac {1}{n^{4}}}={\frac {\pi ^{4}}{90}}}
である。
四乗数の列の第3階差数列は公差 24 の等差数列であり、第4階差数列は定数列 24である。したがって四乗数の列は4階等差数列である。

全ての自然数は高々19個の四乗数の和で表すことができる。また十分大きな自然数は高々16個の四乗数の和として表すことができる。

### 記数法ごとの末尾の特徴
まず、各素数 p について素数冪 pk (k=1,2,3,...)を法として四乗数がとる余りを調べれば、次のことがいえる。これは剰余環 {\displaystyle \mathbb {Z} /{p^{k}\mathbb {Z} }} における元の四乗を調べることに等しく、抽象的に {\displaystyle \left(\mathbb {Z} /{p^{k}\mathbb {Z} }\right)^{\times }} の群構造を利用すると見通しがよい。
- 四乗数を16=24で割った余りは0または1に限られる。これより四乗数を二進法で書いたときの下4桁、四進法での下2桁、八進法・十六進法での下1桁は非常に限られることがわかる。
  - なお、32=25で割った余りは、0, 1, 16, 17の4通りに限られる。
- 四乗数を3で割った余りは、0または1に限られる。
  - 9=32で割った余りは、0, 1, 4, 7の4通りに限られる（三進法で書けば 00, 01, 11, 21）。
- 四乗数を5で割った余りは、0または1に限られる。
  - 25=52で割った余りは、0, 1, 6, 11, 16, 21の6通りに限られる（五進法で書けば 00, 01, 11, 21, 31, 41）。
- 7以上の素数でも同様の議論が可能だが、それほどよい絞り込みはできない[注 3]。

これらを中国剰余定理を用いて組み合わせることで、合成数を含めた任意の底の位取り記数法における四乗数の末尾の情報が得られる。
十進法
四乗数の末位は0, 1, 5, 6の4通りに限られる。下2桁は次の12通りに限られる。下3桁は52通り。
- 末位が0 ⇒ 下2桁は 00（とくに下4桁は 0000）
- 末位が1 ⇒ 下2桁は 01, 21, 41, 61, 81
- 末位が5 ⇒ 下2桁は 25（とくに下4桁は 0625）
- 末位が6 ⇒ 下2桁は 16, 36, 56, 76, 96

他の底について
六進法では、末位は0, 1, 3, 4の4通りに限られる。下2桁は00, 01, 04, 13, 21, 24, 41, 44の8通りに限られ、00, 13に関してはそれぞれ下4桁が0000, 1213であることまで確定する。
十二進法では、末位は0, 1, 4, 9の4通り。下2桁は8通り。
十六進法では、末位は0, 1の2通り。下2桁は00, 10 および 01, 11, ..., E1, F1 の合わせて18通り。これは二進法の下4桁と下8桁に相当する。
二十進法では、末位は0, 1, 5, G(=1610)の4通り。下2桁は12通り。
六十進法では、末位（便宜上十進数2桁で表記する）は0, 1, 16, 21, 25, 36, 40, 45の8通り。下2桁は48通り。